# Deltoidni ikozitetraeder
| Deltoidni ikozitetraeder        |                                         |
|                                 |                                         |
| Vrsta                           | Catalanovo telo                         |
| Mnogokotnik stranskih ploskev   | deltoid                                 |
| Stranske ploskve                | 24                                      |
| Robovi                          | 48                                      |
| Oglišča                         | 26 =6 + 8 + 12                          |
| Coxeter-Dinkinov diagram        |                                         |
| Simetrija                       | Oh, BC3, [4,3], *432                    |
| Konfiguracija stranskih ploskev | V3.4.4.4                                |
| Diedrski kot                    | 138º7′5″ arccos(-7+ 4√2/17)             |
| Dualni polieder                 | rombikubooktaeder                       |
| Lastnosti                       | konveksni, tranzitivne stranske ploskve |
| mreža telesa                    |                                         |

Deltoidni ikozitetraeder je Catalanovo telo, ki izgleda kot prenapihnjena kocka. Njegov dualni polieder je rombikubooktaeder.
Njegovih 24 stranskih ploskev je deltoidov. Krajši in daljši rob vsakega deltoida je v razmerju 1:1,292893.
Kadar ima krajši rob dolžino 1 je površina {\displaystyle \scriptstyle {6{\sqrt {29-2{\sqrt {2}}}}}} in prostornina je
```

  

    

      

        

          

            

              
122

              
+

              
71

              

                

                  
2

                

              

            

          

        

      

    

    
{\displaystyle \scriptstyle {\sqrt {122+71{\sqrt {2}}}}}

  

.  
```

## Pojavljanje v naravi
Deltoidni ikozitetraeder je kristalni habit, ki ga pogosto tvorita minerala analcim in včasih granat. Obliko pogosto v mineraloškem okolju imenujemo trapezoeder, čeprav ima v stereometriji ta izraz drugi pomen.

## Sorodni poliedri
Deltoidni ikozitetraeder je topološko enakovreden kocki, ki ima stranske ploskve razdeljen v kvadrante.
Veliki triakisni oktaeder je stelacija deltoidnega ikozitetraedra.

## Sorodni poliedri in tlakovanja
| Simetrija         | Sferna         | Sferna        | Sferna        | Sferna        | Ravninska      | Hiprbolična... | Hiprbolična... | Hiprbolična... |
| Simetrija         | *232 [2,3] D3h | *332 [3,3] Td | *432 [4,3] Oh | *532 [5,3] Ih | *632 [6,3] P6m | *732 [7,3]     | *832 [8,3]...  | *∞32 [∞,3]     |
| Simetrija red     | 12             | 24            | 48            | 120           | ∞              | ∞              | ∞              | ∞              |
| ----------------- | -------------- | ------------- | ------------- | ------------- | -------------- | -------------- | -------------- | -------------- |
| Razširjena oblika | 3.4.2.4        | 3.4.3.4       | 3.4.4.4       | 3.4.5.4       | 3.4.6.4        | 3.4.7.4        | 3.4.8.4        | 3.4.∞.4        |
| Coxeter Schläfli  | t0,2{2,3}      | t0,2{3,3}     | t0,2{4,3}     | t0,2{5,3}     | t0,2{6,3}      | t0,2{7,3}      | t0,2{8,3}      | t0,2{∞,3}      |
| Deltoidne oblike  | V3.4.2.4       | V3.4.3.4      | V3.4.4.4      | V3.4.5.4      | V3.4.6.4       | V3.4.7.4       |                |                |
| Coxeter           |                |               |               |               |                |                |                |                |